# Francis Cadell (pittore)
Francis Campbell Boileau Cadell (Edimburgo, 12 aprile 1883 – Edimburgo, 6 dicembre 1937) è stato un pittore scozzese, noto per aver fatto parte dei coloristi scozzesi e per le sue opere ritraenti eleganti interni della città di Edimburgo e i paesaggi dell'isola di Iona.

## Biografia
Francis Cadell (da pronunciare "Caddle") nacque a Edimburgo, dal dott. Francis Cadell FRCSE (1844-1909), un facoltoso chirurgo, e Mary Hamilton Boileau (1853-1907). Era fratello della nota attrice Jean Cadell. La sua casa d'infanzia era al numero 22 di Ainslie Place, nella prestigiosa Moray Estate di Edimburgo.
Venne educato privatamente presso l'Edinburgh Academy. Dall'età di 16 anni studiò a Parigi presso l'Académie Julian, dove entrò in contatto con le avanguardie artistiche francesi del periodo. Mentre era in Francia scoprì le opere dei primi fauvisti, lasciandosi influenzare soprattutto dalle tele di Matisse. Dopo il suo ritorno in Scozia tenne regolarmente delle esposizioni a Edimburgo, Glasgow e Londra.
Cadell era un pittore mancino. Quando era uno studente, il presidente della Royal Scottish Academy cercò di impedirgli di dipingere con la mano sinistra perché, secondo egli, "nessun artista è mai diventato grande facendo così". Cadell rispose prontamente: "Signore, il grande Michelangelo non ha dipinto con la mano sinistra?" Il presidente non controbatté e lasciò la stanza rapidamente. Un altro studente chiese a Cadell come sapesse che Michelangelo era mancino. Cadell confessò: "Non lo sapevo, ma nemmeno il presidente."
Cadell trascorse gran parte della sua vita da adulto in Scozia e aveva pochi contatti diretti con molti degli stimoli che venivano sviluppati all'estero. Pertanto, tendeva a utilizzare soggetti e ambienti che aveva a portata di mano: paesaggi, interni alla moda della Nuova Edimburgo, nature morte e altri soggetti realizzati ad olio e acquerello. È divenuto noto anche grazie ai suoi ritratti di donne eleganti, che dipingeva con pennellate sciolte e raffigurando i suoi soggetti con vibranti ondate di colore secondo i canoni dell'impressionismo. Ammirava molto il paesaggio di Iona, che visitò per la prima volta nel 1912 e che ha da sempre occupato un posto di rilievo nella sua opera. Durante gli anni venti passò diverse estati con Samuel Peploe, un altro membro dei coloristi scozzesi, con cui dipinse varie immagini di Iona.
A causa del suo trattamento artistico dei soggetti maschili e di altri dettagli riguardanti la sua vita, si presume che Cadell fosse omosessuale. Dopo la morte del suo amico intimo e possibile amante Ivor Campbell, avvenuta durante la prima guerra mondiale, si arruolò nel nono reggimento Argyll and Sutherland Highlanders e nel nono reggimento dei Royal Scots.
Fra il 1920 e il 1932, Caldell visse al 6/22 Ainslie Place di Edimburgo. Durante questo periodo, fece amicizia con l'architetto Reginald Fairlie che visse al numero 7 della stessa tenuta. Dal 1932 al 1935 ha abitato al numero 30 di Regent Terrace, sempre a Edimburgo, dove riscontrò delle difficoltà nel vendere i suoi quadri a causa del clima economico. Si spostò infine al 4 di Warriston Crescent.
Sebbene Cadell non sia riuscito a guadagnare molto denaro dalla vendita dei suoi dipinti, sarebbe del tutto sbagliato (come alcuni sostengono) asserire che sarebbe morto in povertà. Egli proveniva infatti da una famiglia molto ricca, ed è più corretto affermare che venne in gran parte sostenuto finanziariamente dalla sua famiglia.
Nel 1932 Cadell fu rapinato e nel 1935 fu gravemente ferito in una caduta da un tram. Morì di cancro nella sua abitazione nel 1937.Venne sepolto nella tomba di famiglia nel Dean Cemetery, sul lato meridionale del cimitero.
Nel 2009, due dei suoi dipinti vennero venduti per oltre 500.000 sterline.
Da ottobre 2011 a marzo 2012, la Scottish National Gallery of Modern Art tenne una grande retrospettiva personale dedicata alle opere di Cadell, la prima da quando delle opere dello stesso furono esposte alla National Gallery of Scotland nel 1942.

## Galleria d'immagini

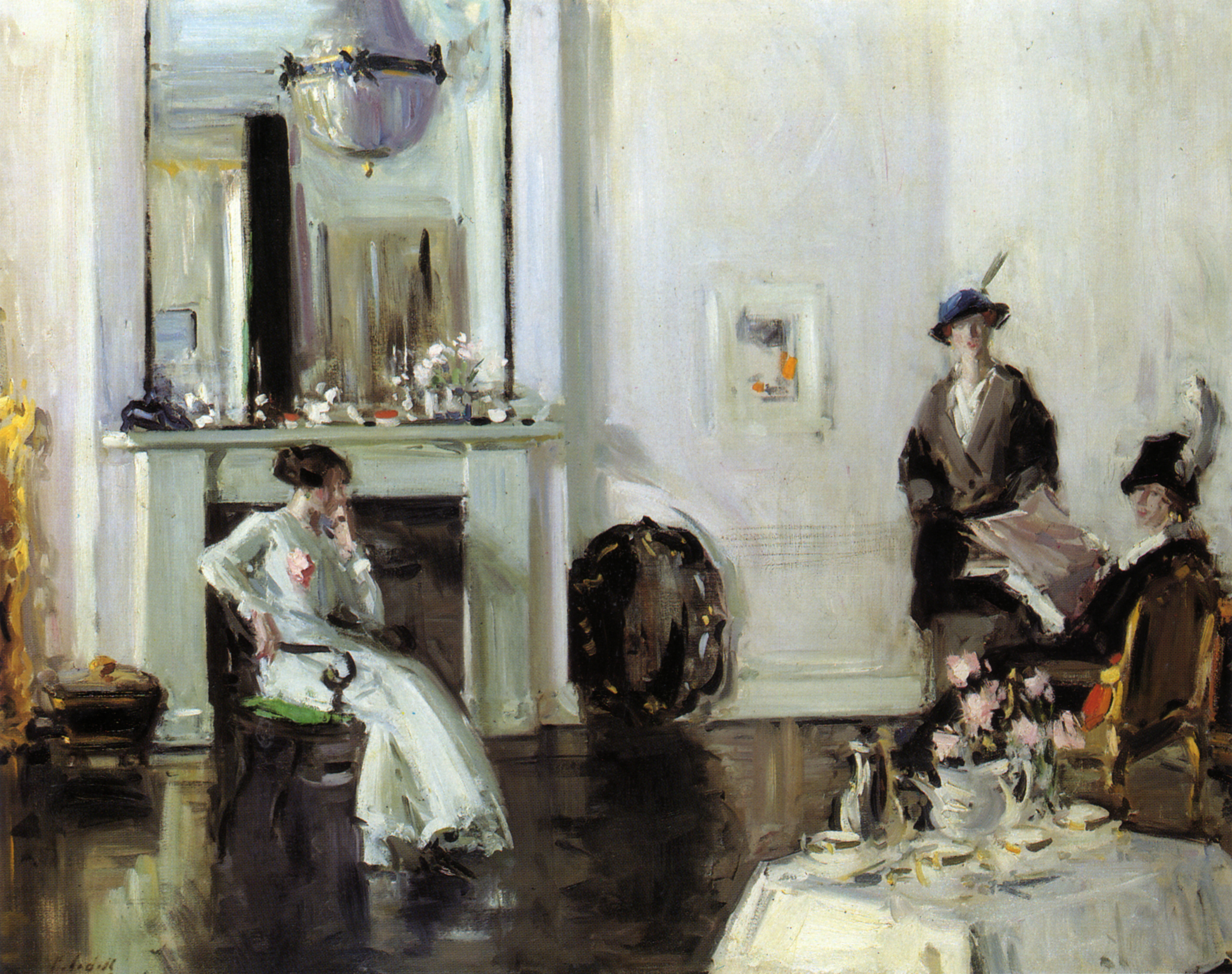
Afternoon (ca. 1913)
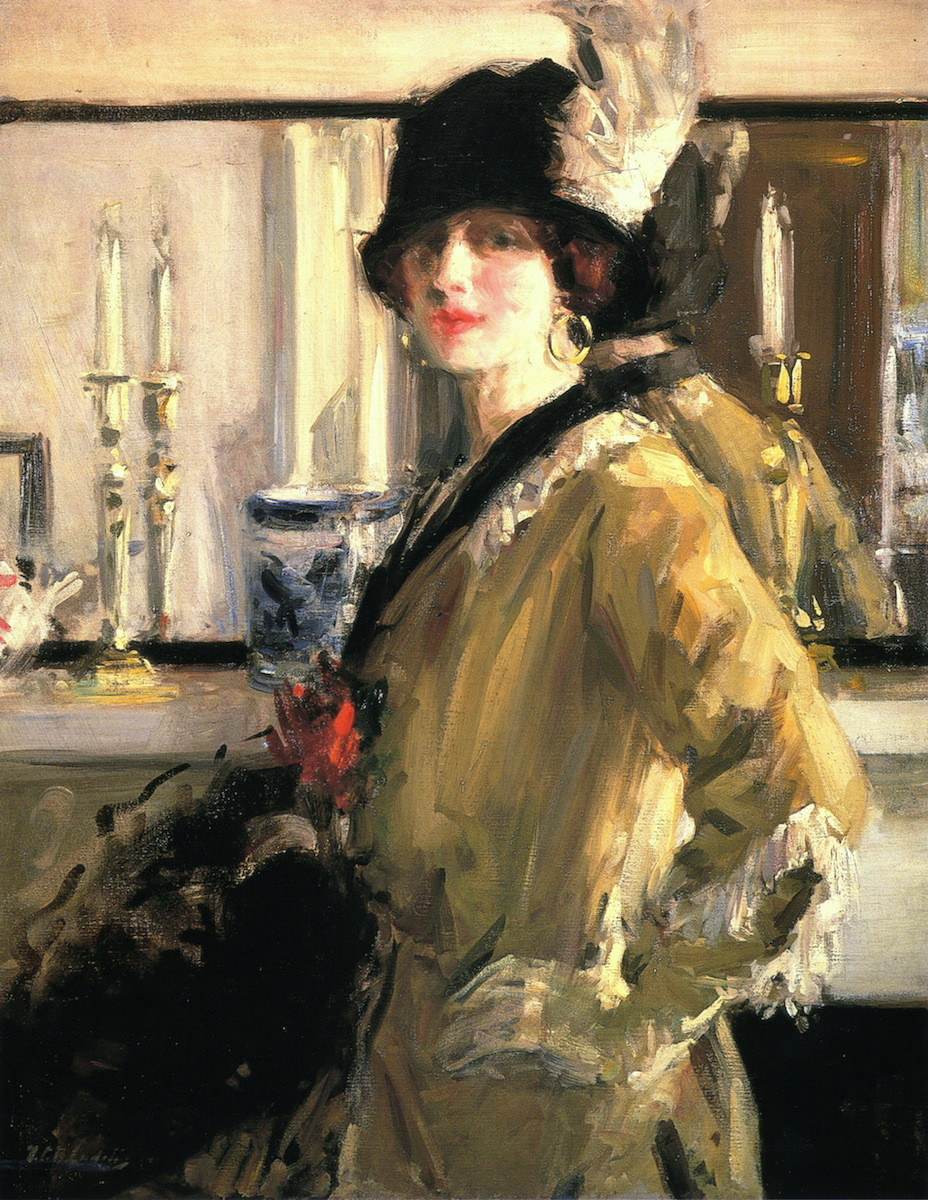
The Black Hat (ca. 1914)
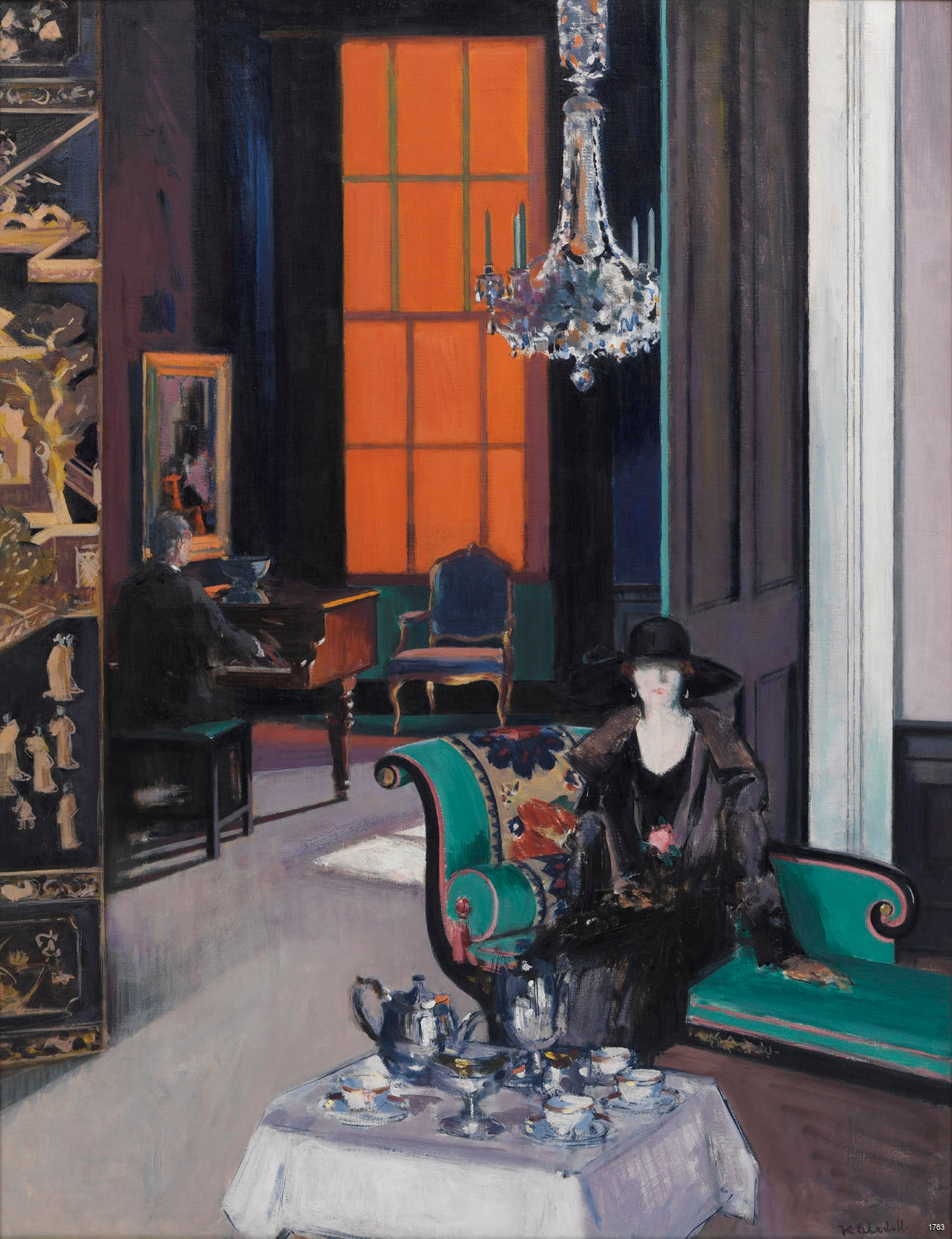
Interior, The Orange Blind (ca. 1914)
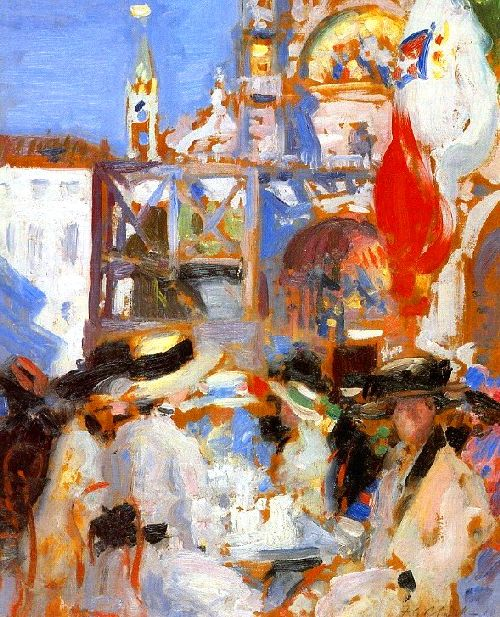
Florians café Venice (ca. 1914)
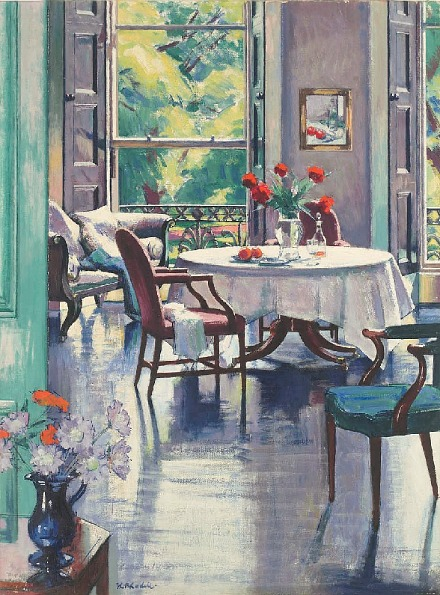
Interior, Summer (ca. 1914)
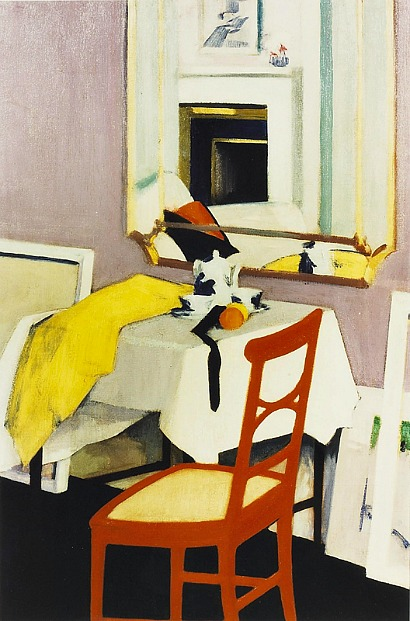
Interior with a Red Chair (ca. 1914)
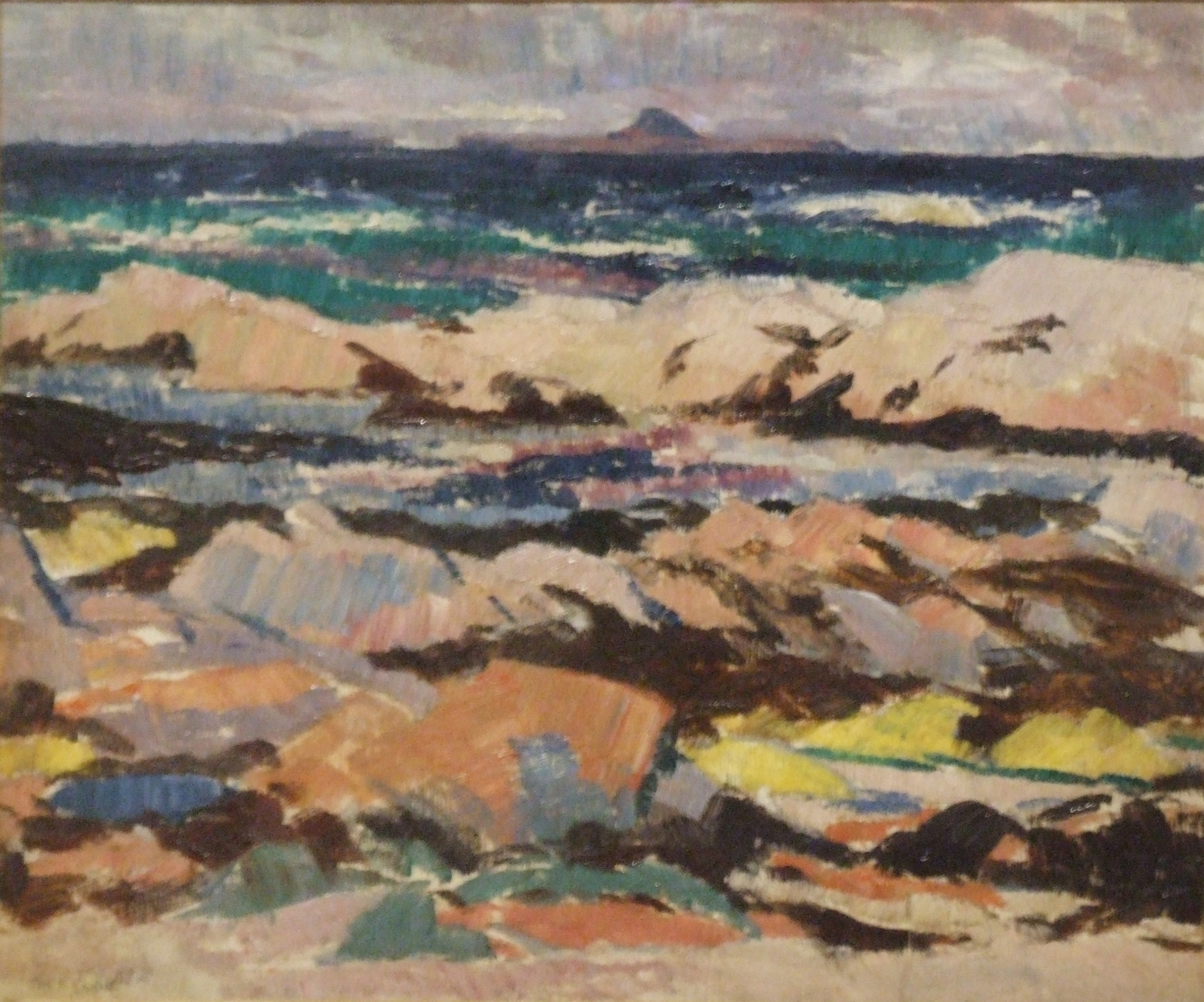
Dutchman's Cap from Iona (ca. 1919)
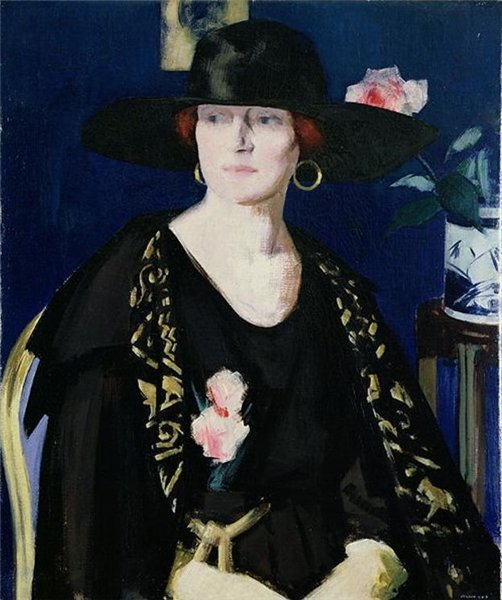
A Lady in Black and Gold - The Embroidered Cloak (ca. 1920)
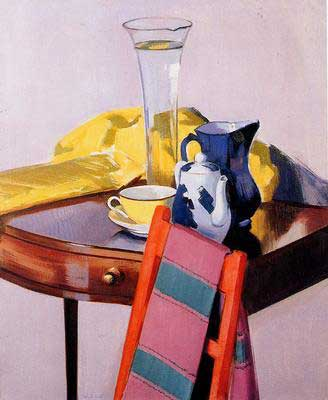
The Vase of Water (ca. 1922)
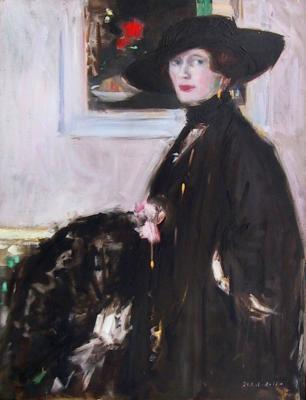
Black Hat, Miss Don Wauchope (data sconosciuta)
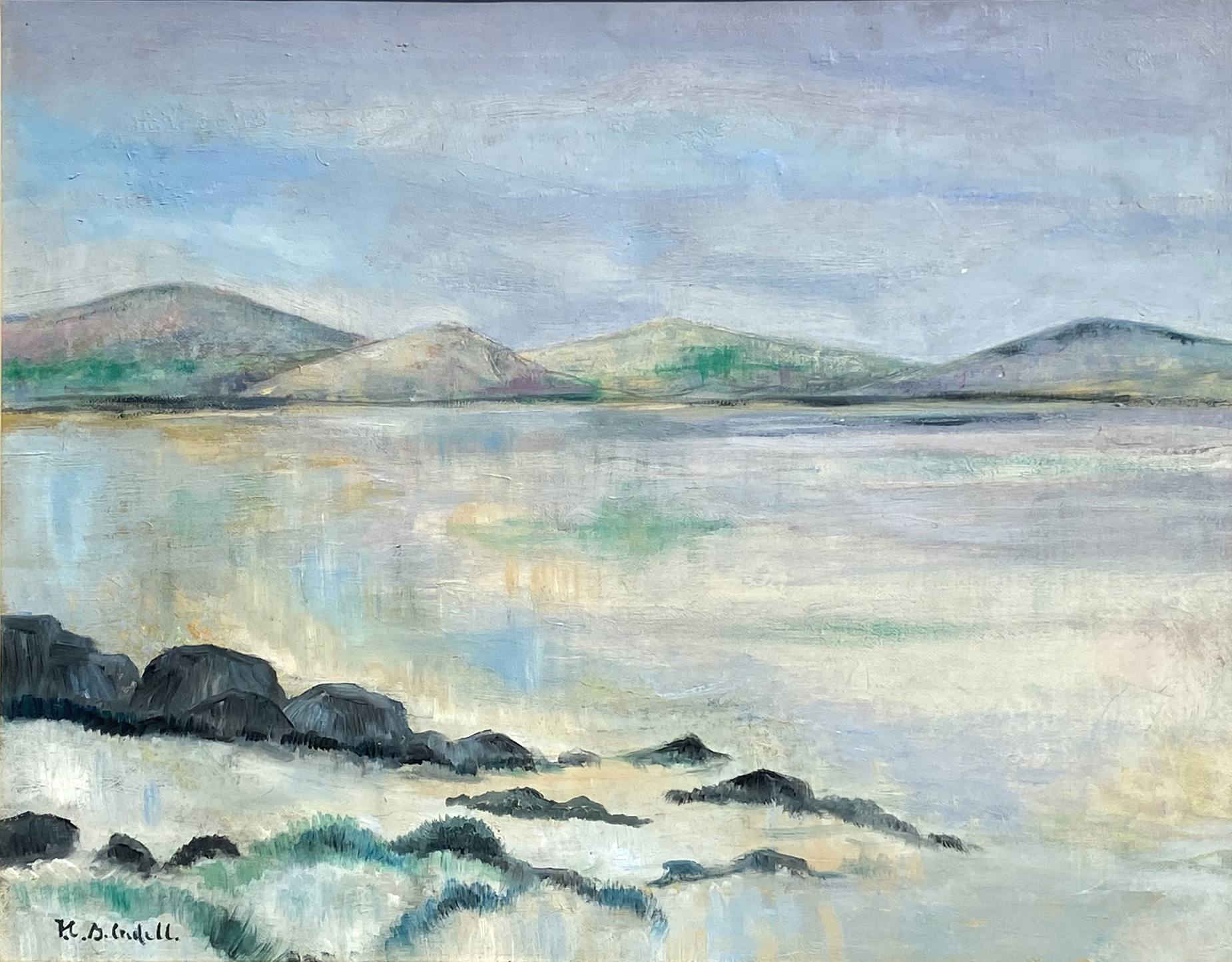
Landscape Iona (cа. 1930)
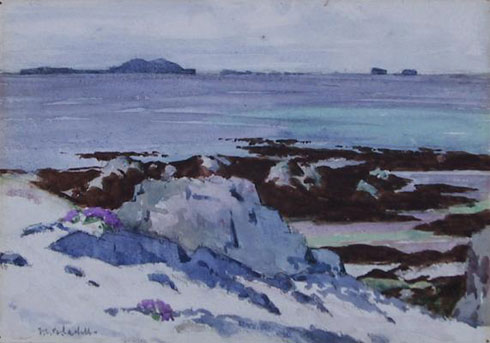
Iona, looking North (data sconosciuta)